# Chosrou Piszrou
Chosrou Piszrou (pers. خسرو پیشرو) – irański zapaśnik w stylu wolnym. Złoty medal na mistrzostwach Azji w 1983 roku.